# Les Murray
Leslie Allan Murray, mais conhecido como Les Murray (Nabiac, Nova Gales do Sul, 17 de outubro de 1938 – 29 de abril de 2019) foi um poeta, antologista e crítico australiano. 
Sua carreira começou nos anos quarenta, e publicou cerca de 30 volumes de poesia, bem como dois romances em prosa. Sua poesia ganhou muitos prêmios e é considerado como "um dos principais poetas da sua geração." Ele também esteve envolvido em várias polêmicas sobre sua carreira e foi classificado pelo National Trust da Austrália como um dos 100 tesouros vivos da Austrália. Faleceu em 29 de abril de 2019 aos 80 anos de idade.